# 야구 읽어주는 남자
'야구 읽어주는 남자는 프로 야구 시즌에 한해서 매주 월요일 밤 12시 50분에 방송되던 텔레비전 프로그램이다.
한 주간 열렸던 경기들이 주요 장면 , 선수들과의 인터뷰 등 비하인드 스토리 등 야구와 관련된 내용을 위주로 하는 프로그램이다.
2014시즌까지 방송되었으나 2015시즌부터는 별도의 공지사항 없이 방영되지 않고 있다. 종영 프로그램에는 없고 여전히 방영 프로그램으로 남아있다.

## 진행자
- 1기 허일후, 이채영
- 2기 허일후, 보라
- 3기 김나진, 김민아 : 2010.3.8 ~ 2013.12.16
- 4기 이성배, 수빈

## 같이 보기
- 아이 러브 베이스볼
- 베이스볼 S
- 베이스볼 투나잇
- 워너 B
- 베이스볼 투데이
- 오늘의 야구
- 먼데이 나잇 베이스볼
- 주간야구
- 야시장
- 불야성
- 합의판정
- 스포츠 타임 베이스볼
- 랭킹 베이스볼
- 베이스볼 어워즈